# Сладка вода
Сладка вода е село в Североизточна България. То се намира в община Дългопол, област Варна. Старото му име е Аджъдере („Горчива речна долина“).

## Население
Численост на населението според преброяванията през годините:
| \| Година на преброяване \| Численост \| \| --------------------- \| --------- \| \| 1934 \| 521 \| \| 1946 \| 384 \| \| 1956 \| 366 \| \| 1965 \| 171 \| \| 1975 \| 99 \| \| 1985 \| 64 \| \| 1992 \| 64 \| \| 2001 \| 67 \| \| 2011 \| 44 \| \| 2021 \| 12 \| |           |
| Година на преброяване | Численост |
| 1934 | 521       |
| 1946 | 384       |
| 1956 | 366       |
| 1965 | 171       |
| 1975 | 99        |
| 1985 | 64        |
| 1992 | 64        |
| 2001 | 67        |
| 2011 | 44        |
| 2021 | 12        |

### Етнически състав

#### Преброяване на населението през 2011 г.
Численост и дял на етническите групи според преброяването на населението през 2011 г.:
|                     | Численост | Дял (в %) |
| Общо                | 44        | 100.00    |
| Българи             | 44        | 100.00    |
| Турци               | –         | –         |
| Цигани              | –         | –         |
| Други               | –         | –         |
| Не се самоопределят | –         | –         |
| Неотговорили        | –         | –         |

## Обществени институции
Училище по българска култура „Цар Симеон I“, начално, общообразователно, собствени програми и целодневни извънкласни занятия. Пълен пансион от понеделник до петък, занятия сред природата. Провеждат се и летни лагери.

## Културни и природни забележителности

### Водениците / Караджите
Край село Сладка вода се намира защитената местност „Водениците“, в която се опазват дървесни видове и редки видове птици. В местността е създаден Образователен екопарк „Водениците“ по идея на учителите от Училище по българска култура „Цар Симеон I“. Има изградена посетителска инфраструктура – пътеки, навеси, тоалетни, огнища, места за отдих и наблюдение на птици. Възстановени са няколко чешми, почистени са водопадите и коритата на потоците. Маркирани са маршрутите към околните пещери. В екопарка се провеждат лагери и обучения сред природата.
Местните познават тази местност като Къраджите. Преди 1940 г. в местността е имало множество малки воденички – тип „къраджийки“ от където идва и името на местността.

## Други
В село Сладка вода има и хан – „Сладководенски хан“. Той разполага с 20 спални места, обособени в осем двойни стаи един апартамент, всяка от които със самостоятелен санитарен възел, кабелна ТВ, мини бар. Механата разполага с 40 места. Също така и с централно парно отопление и централна топла вода, подходящо е за всякакъв вид семейни тържества и фирмени банкети.
В село Сладка вода се намира Училище по българска култура „Цар Симеон I“. Училището е създадено през 1992 г. от варненския художник Койно Койнов. Организирано е на седмичен пансион за деца от 7 до 11 години. Учениците изучават следните дисциплини: съвременна култура, български език, математика, компютърни науки, бойни изкуства, йога, светознание, гражданско образование и етика, краснопис, шах, етнография, народно пеене, астрономия, анатомия, английски език, езда. Голяма част от учебните занятия се провеждат сред природата.